# Paul Clark (homme politique)
Pour les articles homonymes, voir Paul Clark.
Paul Gordon Clark, né le 29 avril 1957, est un homme politique britannique du Parti travailliste qui est député pour Gillingham de 1997 à 2010. Au cours de passage dans le gouvernement, il est secrétaire parlementaire particulier de Derry Irvine, Charles Fauconnier, John Prescott et Ed Balls, avant d'être promu en 2008 au rôle de parlementaire, sous-secrétaire d'État au ministère des Transports. Lors de l'élection de 2010 il est battu par le candidat conservateur Rehman Chishti dans la nouvelle circonscription de Gillingham et Rainham.

## Vie personnelle
Il épouse Julie Hendrick en 1980. Ils ont une fille Rachel et un fils James. 